# Tengsoba-Kièma-Silmiougou
Pour les articles homonymes, voir Tengsoba, Kiéma et Silmiougou.
Tengsoba-Kièma-Silmiougou, également appelé Tansoba-Kièma-Silmiougou, est une localité située dans le département de Ziga de la province du Sanmatenga dans la région Centre-Nord au Burkina Faso.

## Géographie
Petite localité d'une centaine d'habitants, Tengsoba-Kièma-Silmiougou regroupe administrativement le village voisin de Poessin pour former un ensemble d'environ 1 300 habitants lors du dernier recensement réalisé en 2006.

## Économie
L'agro-pastoralisme est l'activité principale de Tengsoba-Kièma-Silmiougou.

## Éducation et santé
Le centre de soins le plus proche de Tengsoba-Kièma-Silmiougou est le centre de santé et de promotion sociale (CSPS) de Ziga tandis que le centre hospitalier régional (CHR) se trouve à Kaya.
Tengsoba-Kièma-Silmiougou possède un centre permanent d'alphabétisation et de formation (CPAF) tandis que l'école primaire publique est à Poessin.